# Mapy Reymanna

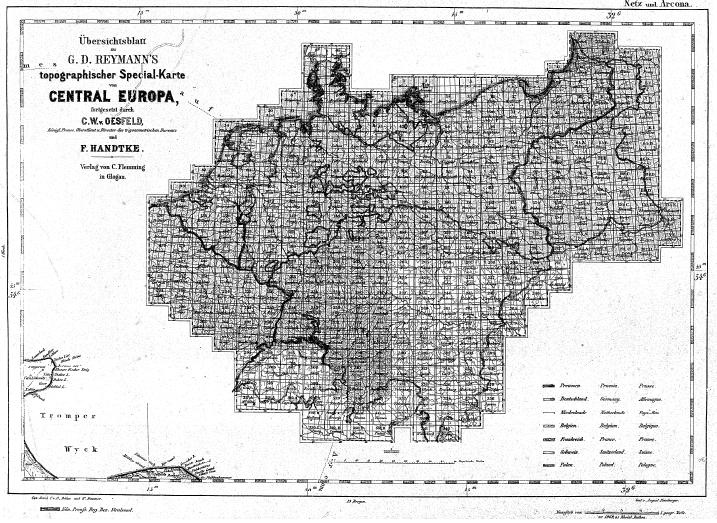
Indeks arkuszy obrazujący zasięg map pełnego wydania Reymann's Special-Karte

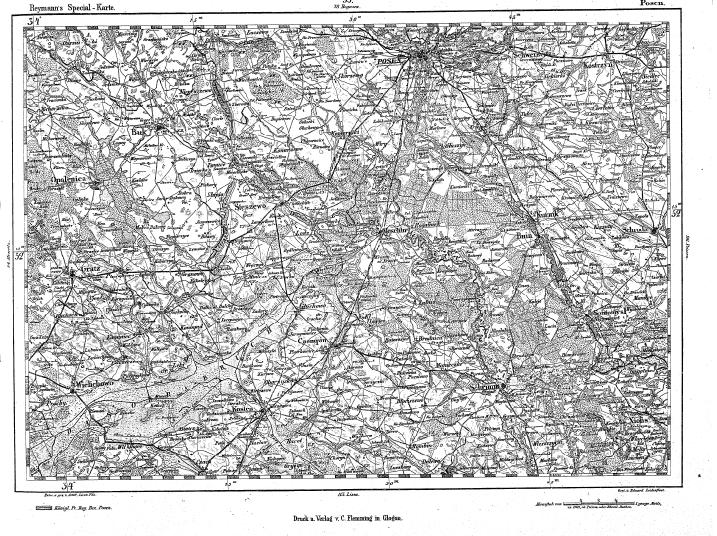
Przykładowa mapa – arkusz Poznań – drukarnia Carla Flemminga (około 1845–75))

Mapy Reymanna – zbiór map wydawanych, przez niemieckich kartografów, w okresie 1806–1908 w skali 1:200 000. Mapy, drukowane w kilku kolekcjach oraz jako pojedyncze arkusze, obejmują swoim zasięgiem tereny od zachodniej Francji po Polskę i Litwę. Jedne z dokładniejszych i bardziej czytelnych map XIX-wiecznych, miały bardzo duży wpływ na dalszy rozwój kartografii wojskowej.

## Historia
Na przełomie XVIII i XIX wieku pracujący dla pruskiej armii kartograf Daniel Gottlob Reymann rozpoczął pracę nad serią map obejmujących tereny Niemiec i krajów sąsiednich. Mapy te, w swoich założeniach, miały być materiałem, którego dokładność byłaby wystarczająca dla potrzeb wojska. W 1806 r. D.G.Reymann wydał pierwsze arkusze, sukcesywnie drukując nowe mapy aż do swojej śmierci w 1837 r.
W 1836 r. opracowane 142 arkusze oraz materiały do przygotowania kolejnych zostały przekazane Heinrichowi Berghausowi, który kontynuował drukowanie map, opracowywanych na zlecenie Fryderyka Wilhelma III, przez Karla von Oesfeld oraz Friedricha Handtke. W tym okresie zbiór map rozszerzono do około 330 arkuszy. Od 1846 r. prawa wydawnicze przejęła oficyna Carla Flemminga, który ponawiał ich edycje aż do 1874 r. W 1876 r. prawa do całości zbioru zakupił Sztab Generalny Armii Pruskiej, który wydawał mapy z tej serii do 1908 r.
W połowie XIX wieku, prawdopodobnie już w okresie wydawania map przez oficynę Carla Flemminga, poszerzono zbiór o dalsze 100 arkuszy, do około 430 map, natomiast do wojny francusko-pruskiej wydano kolejne tworząc komplet 529 map.
Pełny zestaw pokrywał tym samym tereny zachodniej Francji, Belgii, Holandii, Szwajcarii, Niemiec, Czech, część Austrii, Polskę oraz Litwę.

## Nazwa
Pomimo faktu, że mapy z tej serii wydawane były przez różne wydawnictwa i opracowywane przez wielu kartografów, na cześć pomysłodawcy a zarazem autora pierwszych arkuszy Daniela Reymanna, nazywano je tradycyjnie "Mapami Reymanna" (Napis Reymann's Karte lub Reymann's Specialkarte pojawiał się na wszystkich mapach w całym okresie ich wydawania)

## Wydania
Przez cały XIX wiek mapy z serii Reymanna wydawane były jako pojedyncze arkusze, atlasy lub zestawy map. W wielu przypadkach poszczególne mapy były aktualizowane na zlecenie wydawców lub wojska, w związku z tym edycje z różnych lat i wydań różnią się treścią. Największe zbiory wydano w ramach „Geographischen Specialatlas von Deutschland und den Nachbarländern im Maßstabe von 1:200.000”, „Topographische Übersichtskarte des Deutschen Reiches” oraz „Topographischer Spezial-Karte von Central-Europa”. Na początku I wojny światowej wydano specjalną kolorową edycję map lotniczych bazujących na mapach Reymanna, pod nazwą „Feldmassig hergestellte Fliegerkarte”.

## Charakterystyka
Mapy Reymanna drukowano w skali 1:200 000 w jednym kolorze. Zastosowano odwzorowanie stożkowe, rzeźba terenu oddana metodą kreskową. Południk zerowy Ferro. Arkusze map oznaczono numeracją cyframi arabskimi oraz nazwami przypisanymi na bazie największej miejscowości na danej mapie. Arkusze mają wymiar 34 × 23 cm. Nazwy miejscowości w językach lokalnych (niekiedy w transkrypcji niemieckiej). Skala drukowana w krokach, milach geograficznych lub kilometrach. Niektóre arkusze z późnych wydań mogą być częściowo kolorowane.

## Wpływ na rozwój kartografii wojskowej
Mapy Reymanna były uznawane za jedne z najdokładniejszych XIX wiecznych map Europy Środkowej. Dla terenów Rosji i Europy Wschodniej stanowiły jedyny dokładny materiał poza mapami rosyjskimi. Na ich bazie sporządzono większość niemieckich map dla tych regionów w trakcie I wojny światowej.